# Mecistognatha russula
Mecistognatha russula är en fjärilsart som beskrevs av George Francis Hampson. Mecistognatha russula ingår i släktet Mecistognatha och familjen nattflyn. Inga underarter finns listade i Catalogue of Life.